# Mesa de ayuda

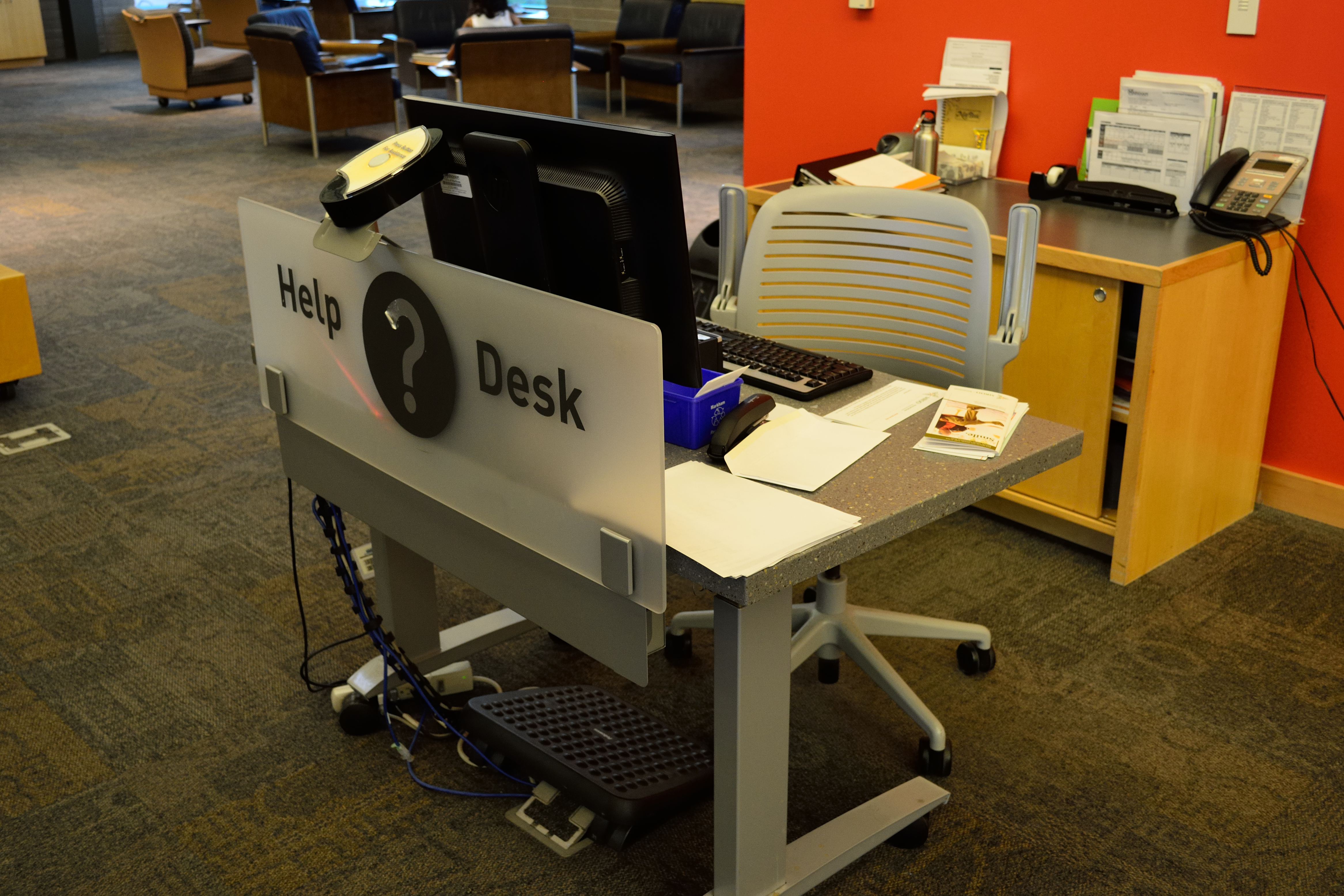
Un servicio de asistencia en una biblioteca pública

Un centro de asistencia (también es conocido como centro de ayuda o servicio de ayuda) es un conjunto de recursos tecnológicos y humanos, para prestar servicios con la posibilidad de gestionar y solucionar todas las posibles incidencias de manera integral, junto con la atención de requerimientos relacionados con las tecnologías de la información y la comunicación (TIC).
El personal o recurso humano encargado de Mesa de Ayuda debe saber proporcionar respuestas y soluciones a los usuarios finales, clientes o beneficiarios (destinatarios del servicio), y también puede otorgar asesoramiento en relación con una organización o institución, productos y servicios. Generalmente, el propósito de Mesa de Ayuda es solucionar problemas o para orientar acerca de computadoras, redes, equipos electrónicos o software. 
Las organizaciones suelen proporcionar soporte de MDA a sus usuarios a través de varios canales, como números de teléfono gratuitos, sitios web, mensajería instantánea o correo electrónico. También, pueden brindar asistencia con miras a los usuarios o empleados, dentro de la organización. Por lo tanto, los usuarios finales pueden ser internos o ajenos a la organización donde se encuentre la Mesa de Ayuda. 

## Descripción
El servicio de Mesa de Ayuda ofrece respuestas y soluciones acerca de soporte técnico, entre otras cuestiones relacionadas con la utilización de sistemas informáticos. 
El personal o recurso humano encargado de prestar servicio de help desk debe poseer conocimientos de software, hardware y telecomunicaciones, todo relacionado con el área, además de las políticas de la organización, así como también tener capacidades comunicacionales idóneas, tales como escuchar y comprender la información, y las ideas expuestas en forma oral, a problemas específicos, para así lograr respuestas coherentes. 
Lo más importante es dejar al usuario satisfecho con las gestiones del analista, más allá si el analista entrega o no una solución.
Los términos de MDA y su uso se extiende con la popularización del estándar ITIL para la administración de las TI.
En la mayoría de las organizaciones, el Help Desk es parte del departamento de informática (TI). La función de un Help Desk varía mucho pero, por lo general, proporciona soporte reactivo y proactivo, tanto para PCs como para el usuario final. A través del soporte activo, el Help Desk resuelve problemas que el usuario reporta y lo ayuda a realizar las tareas necesarias para llevar a cabo un proyecto. 

## Estructura
La Mesa de Ayuda se basa en un conjunto de recursos técnicos y humanos que permiten dar soporte a diferentes niveles de usuarios informáticos de una empresa, tales como:
- Servicio de soporte a usuarios de “sistemas microinformáticos”
- Soporte telefónico centralizado en línea (on-line)
- Atendido de forma inmediata e individualizada por Técnicos Especializados
- Apoyado sobre un Sistema informático de última generación

El servicio de MDA, debe proveer a los usuarios un punto central para brindar ayuda en varios temas referentes a computadoras. El personal encargado de la MDA típicamente administra las peticiones de los usuarios vía software que permite dar seguimiento a las mismas con un único número de identificación. Este software puede ser considerado un Sistema de seguimiento de incidentes o "Seguimiento Local de Fallos" o LBT por sus siglas en inglés, Local Bug Tracker. Este software, a menudo puede ser una herramienta extremadamente benéfica cuando se usa para encontrar, analizar y eliminar problemas comunes en un ambiente informático de la organización.

## Organización
Los grandes centros de servicios tienen diferentes niveles para manejar los diferentes tipos de preguntas. Las MDA de primer nivel están preparadas para contestar las preguntas más frecuentes, como aquellas que pertenecen a las FAQ (Preguntas Más Frecuentes) incluidas en la documentación. El segundo nivel y niveles superiores manejan las llamadas más difíciles. Llamado operaciones (sistemas).